# Chó chăn cừu Shetland
Shetland Sheepdog, đôi khi được biết tới như Sheltie, là một giống chó chăn cừu. Chúng là chó nhỏ đến trung bình, và có nhiều màu sắc màu sắc, chẳng hạn như lông chồn, tam thể, và xanh chim hoét. Giống này một phần bắt nguồn từ những con chó được sử dụng tại đảo Shetland cho chăn gia súc và bảo vệ cừu. Giống này được chính thức công nhận bởi Kennel Club vào năm 1909.